# Service d'enquête sur les accidents des transports publics
Le Service d'enquête sur les accidents des transports publics (SEA, en allemand : Unfalluntersuchungsstelle für Bahnen und Schiffe, UUS ; en italien : Servizio d’inchiesta sugli infortuni dei trasporti pubblici, SIII) était un service du Département fédéral de l'environnement, des transports, de l'énergie et de la communication suisse.
Le SEA a eu son siège à Berne, et un bureau de l'est à Schlieren.
Depuis le 1er novembre 2011, le SEA et le Bureau d'enquête sur les accidents d'aviation (BEAA) ont fusionné pour donner naissance au Service d'enquête suisse sur les accidents (SESA).